# Pavel Globa
Pavel Globa (rusă Павел Глоба) (n. 16 iulie 1953, Moscova, Uniunea Sovietică) este un astrolog rus, în prezent stabilit în Germania. El a participat la Moscova la o conferință a astrologilor, șamanilor și parapsihologilor. El susține ca Cel de-Al Treilea Război Mondial va începe în 2014, în timpul Jocurilor Olimpice de iarnă de la Soci din acel an sau la cinci zile după încheierea lor. Astrologul a prezis și ca în timpul decernării Premiilor Nobel pentru Pace din 2011 va avea loc un atentat terorist. Pavel Globa a mai prezis unirea Republicii Moldova cu România. De asemena, Pavel Globa susținea încă din 2008 că între 2014-2020 vom avea loc cataclisme uriașe, care vor începe din Ucraina. 
Conform presei, Globa ar fi prezis: căderea Uniunii Sovietice, venirea la putere a președintelui rus Vladimir Putin, atentatele din 11 septembrie 2001 și sfârșitul politic al lui Fidel Castro.

## Predicții neîmplinite
A prezis că președintele american Barack Obama va fi asasinat ca și John Fitzgerald Kennedy. El a mai spus că Al Treilea Război Mondial va începe după asasinarea lui Obama.
Astrologul a mai spus că sistemul politic și cel economic se vor schimba complet și că aproape fiecare țară va fi condusă de o femeie, până în 2020.